# Misagria bimacula
Misagria bimacula – gatunek ważki z rodziny ważkowatych (Libellulidae).